# Leandro Coelho Lugão
Leandro Coelho Lugão, mais conhecido como Lugão (Volta Redonda, 30 de março de 1978), é um ex-futebolista brasileiro que atuava como goleiro.

## Carreira
Lugão começou sua carreira futebolística na base do Volta Redonda, em 1993, sendo promovido aos profissionais em 1998, e ficou até 2002.
Suas boas atuações no Campeonato Carioca de 2002 chamaram a atenção dos clubes grandes do Rio. Foi emprestado, então, ao Flamengo após fazer testes durante a pré-temporada de 2003 sob o comando de Evaristo de Macedo. Porém, não teve muitas chances, uma vez que o clube já contava com Júlio César e Diego nesta posição.
Durante o ano de 2004, foi emprestado ao Nova Iguaçu.
Retornou ao Volta Redonda para ser um dos destaques da temporada 2005, quando viveu seu auge. Foi eleito o melhor goleiro do Campeonato Carioca, e ajudou o Voltaço a chegar ao vice-campeonato estadual, após conquistar a Taça Guanabara, quando pegou dois pênaltis na decisão contra o Americano, no Maracanã. Porém, neste mesmo campeonato, ele foi alvo de uma polêmica: Ele havia assinado um pré-contrato com o Fluminense pouco antes do segundo jogo da final do Carioca (os dois clubes se enfrentaram na final daquele campeonato). Na partida, ele falhou em uma saída de gol aos 47 minutos do segundo tempo que originou o gol do título Tricolor. O goleiro foi então para as Laranjeiras, mas não chegou a jogar. Sua contratação não chegou de fato a acontecer, após ser diagnosticada uma arritmia cardíaca.
Após essa passagem conturbada pelas Laranjeiras, Lugão virou um cigano do futebol, atuando sempre por equipes de menor expressão. O maior destaque neste período, talvez seja sua passagem pelo Ituano, em 2007, quando participou da campanha do clube na Serie B daquele ano.
Entre 2012 e 2013, passou pelo America-RJ, onde foi reserva de Fábio Noronha.
No início de 2014, foi anunciado como uma das principais contratações do América de Três Rios. Fez apenas um jogo-treino pela equipe vermelha, sem estrear oficialmente e deixou o clube após menos de 20 dias.
Ainda em 2014, acerta com o Resende para o Campeonato Carioca. Este foi seu último clube, onde, apesar de ter ficado 2 temporadas, não atuou. Após o ano de 2015, pendurou as luvas, aos 37 anos.
Após se aposentar, atuou como supervisor de futebol no Resende.

### Títulos e Honrarias
Volta Redonda
- Campeonato do Interior: 1998
- Copa Rio: 1999
- Copa Finta Internacional: 2005
- Taça Guanabara: 2005[8]
- Vice-campeão do Campeonato Carioca: 2005

Resende
- Copa Rio: 2014 e 2015

#### Individuais
- Melhor Goleiro do Campeonato Carioca: 2005[7]